# Eduardo Rodríguez Veltzé
Enrique Eduardo Rodríguez Veltzé (Cochabamba, 2 de marzo de 1956) es un abogado y político boliviano que se desempeñó como presidente de la República de Bolivia, tras la crisis política ocurrida en Bolivia durante el año 2005, fue designado como sucesor de Carlos Mesa, conforme a la Constitución Política del Estado de Bolivia, cargo asumido el 9 de junio de 2005 hasta el 22 de enero de 2006.
Fue el último mandatario en utilizar durante todo su gobierno el término «presidente de la República de Bolivia», porque desde referéndum constitucional de 2009 promovido por su sucesor Evo Morales, la República pasó por la transición hacia el Estado plurinacional.

## Biografía
Eduardo Rodríguez Veltzé nació el 2 de marzo de 1956 en la ciudad de Cochabamba, Bolivia. Cursó la secundaria en el Colegio San Agustín de esta urbe. Estudió la carrera de Derecho en la Universidad Mayor de San Simón de la misma ciudad y obtuvo el título de abogado en 1981. Posteriormente obtuvo su grado de máster en administración pública en la Universidad de Harvard. Luego fue elegido presidente de la Corte Suprema de Justicia.

### Crisis institucional
Durante los alzamientos populares causados por reclamos de nacionalización de los hidrocarburos el presidente Carlos Mesa fue forzado a dimitir. Luego de la dimisión de los presidentes del Senado, Hormando Vaca Díez, y de la Cámara de Diputados, Mario Cossío, el Congreso eligió a Rodríguez Veltzé para ocupar el puesto de Presidente de la República. Posteriormente fue Decano de la Facultad de Derecho de la Universidad Católica Boliviana. Se desempeñó como Embajador de Bolivia ante el Reino de los Países Bajos, designado por el expresidente Evo Morales.

### Presidente de Bolivia
Su breve gobierno se caracterizó por una época de calma. Durante este tiempo se estableció diálogo con distintos sectores sociales, evitando así manifestaciones, marchas y bloqueos, que habían forzado la dimisión de sus predecesores.

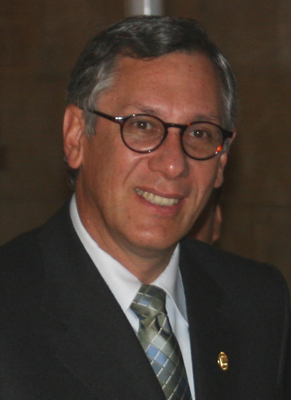
Presidente Eduado Rodríguez Veltzé en el año 2005

Rodríguez Veltzé, según ley, sólo podía ser presidente para llamar a elecciones anticipadas en diciembre de 2005 que dieron como ganador a Evo Morales, al que entregó el mando el 22 de enero de 2006.

#### Controversias
Después de entregar el mando, surgió la polémica por la destrucción de misiles de fabricación china de propiedad de Bolivia en enero de 2006. Sus acusadores indican que poco antes de finalizar su mandato, Rodríguez autorizó que estos misiles fueran enviados a Estados Unidos por el ministro de Defensa, Gonzalo Méndez. Este hecho fue criticado por el expresidente venezolano Hugo Chávez.
Por otro lado, sus defensores ocultaron que Rodríguez autorizó la destrucción de los misiles. Indican que no existía ninguna orden firmada por la ex autoridad. Lo que sí quedó claro, es que en el gobierno de Eduardo Rodríguez se llevó a cabo la desactivación de los misiles chinos, dentro del marco de la resolución de la OEA sobre manpads. Alegaban que esta controversia está siendo manejada políticamente por el gobierno de Morales, por ello Rodríguez Veltzé pedía que se solucione este caso. Fue acusado de traición a la patria por varios diputados afines al gobierno populista de Morales, citando la Ley 2445 por este hecho. Sin embargo, el Órgano Legislativo boliviano desechó su participación en los hechos por falta de evidencia y se inició el proceso contra exautoridades militares y principalmente sobre el entonces Ministro de Defensa Gonzalo Elías Méndez Gutiérrez; actualmente el proceso se encuentra en etapa de investigación a cargo del Tribunal Supremo de Justicia del Estado Plurinacional de Bolivia, en su Sala Penal Segunda.

### Nombramiento ante La Haya

#### Demanda Bolivia contra Chile
El 3 de abril de 2013, fue nombrado agente de Bolivia ante la Corte Internacional de Justicia de La Haya, por Evo Morales, para representar a Bolivia en la demanda contra Chile, respecto a la obligación de Chile de negociar con Bolivia un acceso soberano al mar. Realizando un pésimo papel en la organización y argumentación del equipo de profesionales contratados por el Estado Boliviano.  La demanda fue desestimada en todos sus puntos por la Corte Internacional de Justicia el día lunes 1 de octubre del año 2018. Rodríguez Veltzé nunca rindió cuentas, ni se sometió a auditorias sobre los gastos realizados durante su gestión en la representación boliviana ante La Haya.

#### Demanda Chile contra Bolivia
El 14 de junio de 2016, fue nombrado por segunda vez agente de Bolivia ante la Corte Internacional de Justicia de La Haya, por Morales, para representar a Bolivia en la demanda de Chile contra Bolivia, por demanda del río Silala. Renunció el 12 de noviembre de 2019, al conocer la proclamación de Jeanine Añez como presidenta de Bolivia, tras la renuncia de Evo Morales. Posteriormente Rodríguez Veltzé declaró que él consideraba al gobierno de Áñez un gobierno inconstitucional, que solo se mantuvo en el poder porque en la práctica logró convivencia con la Asamblea Legislativa Plurinacional, en ese entonces controlada por el Movimiento al Socialismo.